# Don Sebesky
Don Sebesky (Perth Amboy, 1937. december 10. – ?, 2023. április 29.) amerikai dzsesszzenész: harsonás, billentyűs, hangszerelő, karmester. „A harsona szörnyetege.”

## Pályakép
Harsonázni a Manhattan School of Music-on tanult. Már kezdetben Kai Winding, Claude Thornhill, Tommy Dorsey, Warren Covington, Maynard Ferguson és Stan Kenton partnere volt.
Don Sebesky korunkban az egyik legelismertebb hangszerelő. A dzsessztől a szimfonikus- és popzenéig, a filmig, a televízióig, a színházig mindenütt ötthon van. Számos művésszel, köztük Chet Bakerrel, Paul Desmonddal, Wes Montgomeryvel, Freddie Hubbarddal, Milt Jacksonnal, George Bensonnal, Barbra Streisandnal, Tony Bennettel, Britney Spearsszel is dolgozott.
Zenei díjait nem könnyű összeszámolni.
| Kattints az alábbi külső linkek egyikére! | Kattints az alábbi külső linkek egyikére! |
| ----------------------------------------- | ----------------------------------------- |
| Nem található szabad kép.(?)              |                                           |
| külső link · jogvédett                    | Don Sebesky                               |

## Lemezek
- Don Sebesky + the Jazz-Rock Syndrome (1968)
- Distant Galaxy (1968)
- Giant Box (1973)
- The Rape of El Morro (1975)
- Three Works for Jazz Soloists + Symphony Orchestra (1979)
- Sebesky Fantasy (1980)
- Moving Lines (1984)
- Full Cycle (1984)
- Symphonic Sondheim (1991)
- Our Love Is Here to Stay 1997), John Pizzarelli + Don Sebesky combo
- I Remember Bill: The Tribute to Bill Evans (1998)
- Joyful Noise: A Tribute to Duke Ellington (1999)
- Kiroron I-Kiroro Melodies (2000)

### Maynard Fergusonnal
- A Message from Newport (Roulette, 1958)
- Swingin' My Way Through College (Roulette, 1959)
- Maynard Ferguson Plays Jazz for Dancing (Roulette, 1959)
- Let's Face the Music and Dance (Roulette, 1960)
- Double Exposure (Atlantic, 1961) + Chris Connor
- Straightaway Jazz Themes (Roulette, 1961)
- Maynard '62 (Roulette, 1962)
- Maynard '64 (Roulette 1959-63)
- The New Sounds of Maynard Ferguson (Cameo, 1963)
- Come Blow Your Horn (Cameo, 1963)
- The Blues Roar (Mainstream, 1965)

### Másokkal
- Stan Kentonnal
  - Viva Kenton! (Capitol, 1959)
  - Road Show (Capitol, 1959)

- Chet Bakerrel
  - She Was Too Good to Me (CTI, 1974)
  - You Can't Go Home Again (Horizon, 1977)
  - The Best Thing for You (A&M, 1977 [1989])
  - Studio Trieste (CTI, 1982)
- George Bensonnal
  - Shape of Things to Come (A&M, 1969)
  - White Rabbit (CTI, 1972)
  - Bad Benson (CTI, 1974)
  - The other side of Abbey Road A&M records
- Wes Montgomeryvel
  - Bumpin' (Verve/Polygram, 1965)
  - California Dreaming (Verve, 1966)
  - A Day in the Life (A&M, 1967)
  - Down Here on the Ground (A&M, 1968)

## Díjak
- 31 Grammy-díj (jelölések együttesekben, ebből 3 elnyert – 1998 (Waltz for Debby), 1999 (Chelsea Bridge), 1999 (Joyful Noise Suite)
- 3 Tony-díj jelölés (ebből 1 elnyert: 2000)
- 2 Drama Desk Awards
- 3 Emmy-díj jelölés
- 4 Clio-díj(wd)